# Joop Doornebosch

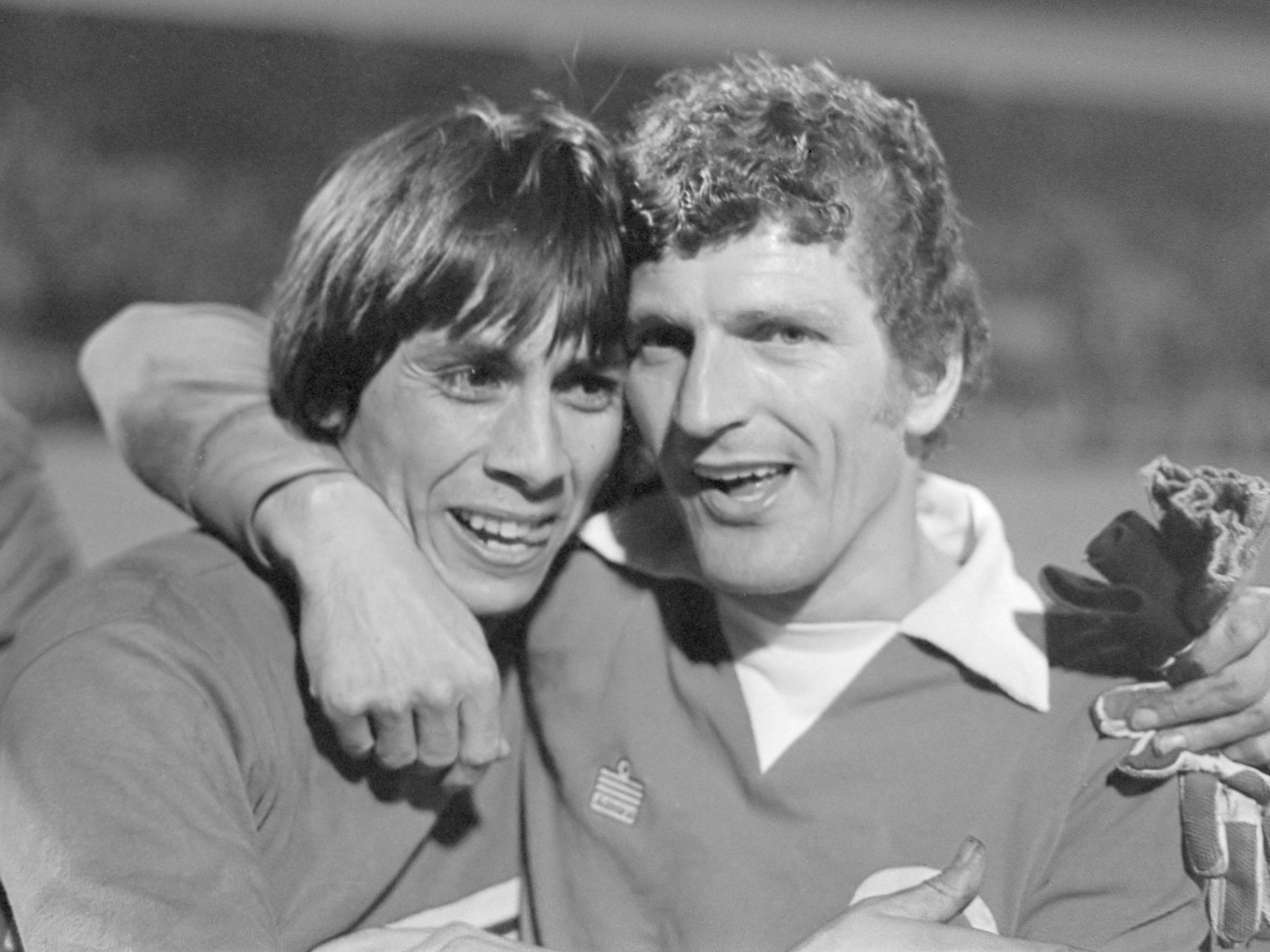
Joop Doornebosch en Henk Overgoor (1976)

Joop Doornebosch (Nederlands-Indië, 2 februari 1948)  was van 1966-1967 tot en met 1981-1982 een Nederlandse voetballer van BV De Graafschap in Doetinchem. 

Zijn trainers waren Evert Teunissen, Ad Zonderland, Bert van Lingen, Piet de Visser,  Ben Polak, Hans Dorjee,  Henk Ellens, Pim van de Meent en Huib Ruygrok. 

Hij keepte in de Eredivisie, Eerste divisie en Tweede divisie.
Zijn jeugdjaren bracht hij door in 's-Heerenberg waar hij lid was van Volleybalvereniging Smash '68 en van voetbalclub Berghse Boys. Daar kwam hij, nadat de vaste keeper een brommerongeluk had gehad, als zestienjarige plotseling in het eerste elftal onder de lat te staan. Op zijn achttiende ging hij naar de Betaalde jeugd van De Graafschap. Het duurde maar even of ook daar stond hij in het eerste. 
In de wekelijkse beoordelingslijst in Voetbal International kreeg hij eens een 10 in een uitwedstrijd tegen PSV.
Naast semi-prof was hij leraar aan de Basisschool de Schrijvershof in Zevenaar, waarvan hij ook directeur is geweest.
Doornebosch was vijf jaar lang jeugdtrainer van De Graafschap en na zijn semi-profcarrière hoofdtrainer van SV Aerdt.
Ook was hij bijna drie jaar hoofdscout bij de Superboeren. Tot groot ongenoegen van de supporters moest hij die laatste functie afstaan aan John van den Brom. Hij ging echter niet verloren voor het voetbal en werd  technisch manager bij DZC '68 in Doetinchem.